# Coritiba Foot Ball Club
Coritiba Foot Ball Club is een Braziliaanse voetbalclub uit de stad Curitiba in de staat Paraná. De club werd op 12 oktober 1909 opgericht door Duitse immigranten en hun nakomelingen. Coritiba staat ook wel bekend als 'Coxa', hetgeen afgeleid is van de bijnaam voor haar supporters 'Coxa-Brancas' (witte dijen). Coritiba's belangrijkste titels en prijzen zijn het Braziliaans kampioenschap in 1985, het kampioenschap van de Série B in 2007 en 2010, 38 kampioenschappen van de staat Paraná en de winst in het 'Torneio do Povo' van 1973. Het thuisstadion is het in 1932 gebouwde Estádio Major Antônio Couto Pereira dat aan 37.182 supporters ruimte biedt. In 1972 werd in het noorden van Brazilië de club Itabaiana Coritiba FBC opgericht, die naar Coritiba vernoemd werd. De grootste rivaal van Coritiba is Atlético Paranaense, gevolgd door Paraná Clube.

## Geschiedenis

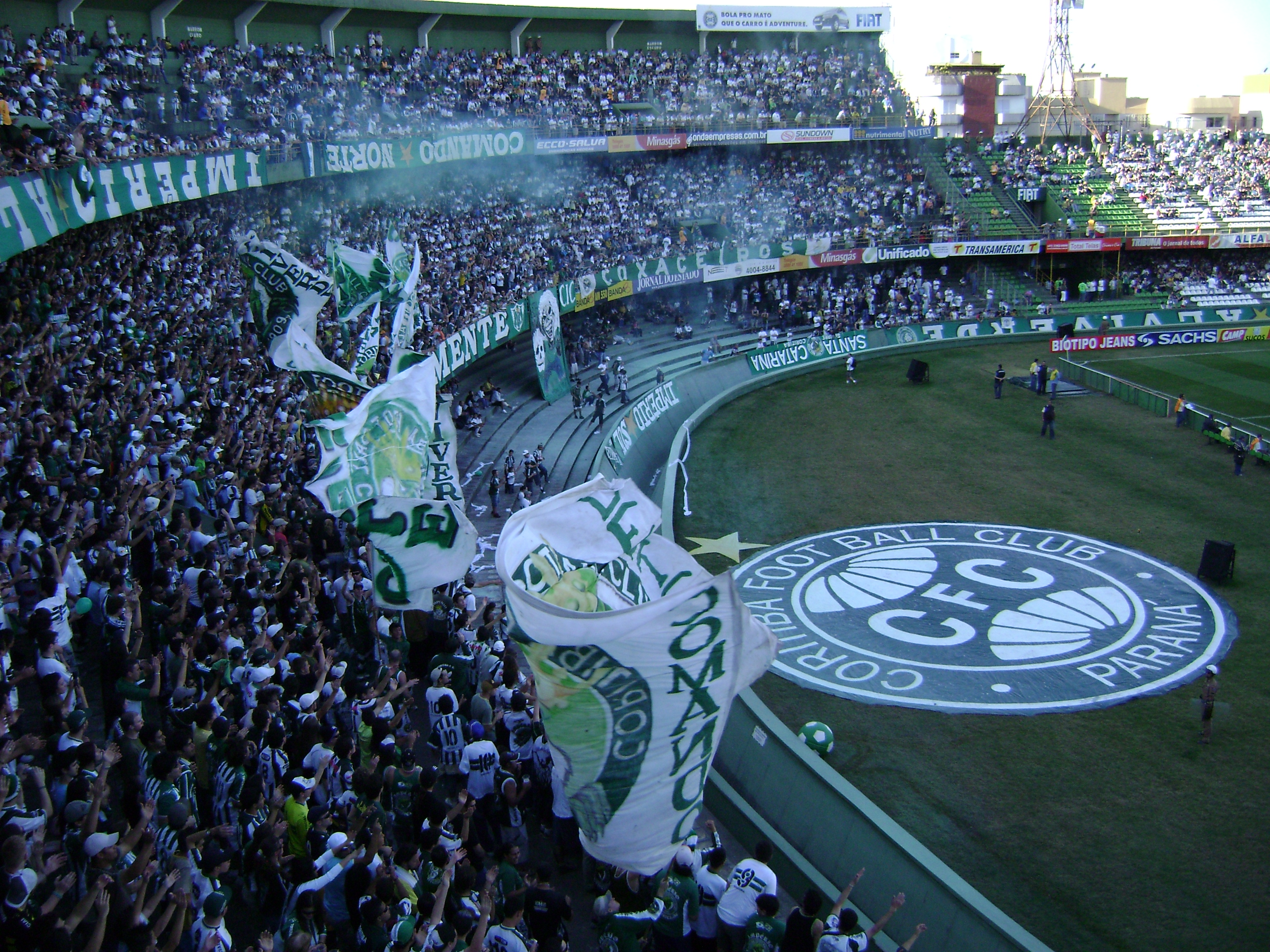
De Império Alviverde voor Coritiba - CRB op 7 juli 2007

### Oprichting
Het jaar 1909 is belangrijk voor alle fans van Coritiba. In dat jaar was het Frederico Fritz Essenfelder die de leden van de 'Clube-Ginástico Teuto-Brasileiro' (de Duits-Braziliaanse Gymnastiek Vereniging) voor het eerst kennis liet maken met een voetbal. Een deel van de leden begon regelmatig wedstrijdjes te spelen en besloten uiteindelijk een voetbalclub op te richten, die 'Coritibano Football Club' moest gaan heten. Op de avond van 12 oktober 1909 werd de club in het oude Teatro Hauer opgericht.
Tijdens een vergadering op 21 april 1910 werd de clubnaam officieel veranderd naar 'Coritiba', de naam van de hoofdstad van Paraná in de oude spelling, om vergissingen met de societyclub 'Clube Coritibano' te voorkomen. Tijdens deze vergadering werd bovendien de eerste bestuursverkiezing gehouden, met de volgende uitslag:
- Voorzitter: João Viana Seiler
- Vicevoorzitter: Arthur Hauer
- 1e Secretaris: José Júlio Franco
- 2e Secretaris: Leopoldo Obladen
- 1e Penningmeester: Walter Dietrich
- 2e Penningmeester: Alvim Hauer
- Aanvoerder: Fritz Essenfelder

### De eerste wedstrijden
Op 23 oktober 1909, elf dagen na de oprichting, speelde Coritiba haar eerste officiële wedstrijd.
Een team van spoorwegmedewerkers uit het nabijgelegen Ponta Grossa stuurde Coritiba met een 1-0 nederlaag terug naar huis. Het team van Coritiba in deze eerste wedstrijd bestond uit: Arthur Hauer, Alfredo Labsch, Leopoldo Obladen, Robert Juchsch, Carlos Schlender, Fritz Essenfelder, Carl Maschke, Waldemar Hauer, Rudolf Kastrup, Adolpho Müller, Emílio Dietrich, Erothides Calberg en Arthur Iwersen.
De tweede wedstrijd vond plaats op 6 januari 1910, ook in Ponta Grossa en tegen dezelfde tegenstander. Dit keer werd het 1-1. Als tegenprestatie voor deze twee wedstrijden nodigde Coritiba haar tegenstander uit voor een wedstrijd in Curitiba. De eerste officiële wedstrijd ooit in Curitiba werd met 5-3 gewonnen door de thuis spelende ploeg.

### Herkomst van de naam
In het begin van de twintigste eeuw werd de naam van de hoofdstad van Paraná op twee verschillende manieren geschreven: Coritiba en Curityba. De meeste kranten en documenten uit die tijd gebruikten de naam Coritiba, en die werd dan ook aangenomen als de naam van de club. Ook de clubkleuren zijn op een geografische link gebaseerd: de kleuren wit en groen zijn de kleuren van de vlag van de staat Paraná.

### Bijnaam
De bijnaam van Coritiba is Coxa, afgeleid van coxa branca, hetgeen witte dij betekent. De naam werd ironisch genoeg in 1941 bedacht door de latere voorzitter van aartsrivaal Atlético Paranaense: Jofre Cabral e Silva. Tijdens de grote klassieker Coritiba - Atlético Paranaense (Atletiba) bleef deze opmerkingen maken naar Hans Egon Breyer, verdediger van Coritiba. Hij beschuldigde de speler van Duitse oorsprong van landverraad, verwijzend naar de oorlog in Europa. De toekomstig voorzitter sprak tijdens zijn relaas de volgende woorden: "Wie Braziliaan is zou voor Atlético moeten zijn! Coritiba heeft een Duitser in het team, Breyer, witte dij (coxa branca) daar!" Hij bleef de speler de rest van de wedstrijd coxa branca noemen.
In het begin waren zowel de fans als Coritiba's voorzitter Couto Pereira niet erg blij met de bijnaam. Door de jaren heen contracteerde Coritiba echter spelers uit alle hoeken van het land en verloor het haar Duitse karakter. Hiermee werd 'coxa branca' van een licht racistische opmerking een soort link naar de wortels van de club, die ook door de supporters geëerd werd.

### Het eerste kampioenschap
In 1916 wint Coritiba haar eerste prijs. Coritiba zelf had de finale van het kampioenschap van de Associação Paranaense de Sports Athlético gewonnen en mocht daarmee voor het algehele kampioenschap van de staat uitkomen tegen Britânia, dat kampioen geworden was van de Liga Sportiva Paranaense. In deze tweede editie van het Campeonato Paranaense won Coritiba in haar eigen nieuwe stadion 'Parque Graciosa' met 2-1.

### Actuele situatie
In het afgelopen decennium heeft Coritiba vele hoogte- en dieptepunten beleefd. In 2005 degradeerde de ploeg, om twee jaar later kampioen te worden in de Série B. In 2008 had de club een goed seizoen, maar in 2009 werd de druk van het eeuwfeest te veel. Er werden geen prijzen gepakt en toen na afloop van het laatste duel bleek dat de club zelfs gedegradeerd was, braken er rellen uit in het stadion.
In 2010 verwachtte niemand veel van de club. Het stadion moest beter beveiligd worden, de CBF verlangde een recordboete, en de eerste tien wedstrijden moesten buiten het eigen stadion gespeeld worden. Toch wist de club een zeer goede campagne neer te zetten en won het zowel het onder leiding van Ney Franco staatskampioenschap als het kampioenschap van de Série B. In 2011 wist de club een groot deel van de spelers te behouden, hetgeen tot een ongekende rij overwinningen leidde. Het staatskampioenschap werd, voor de derde keer in de historie, zonder nederlaag gepakt. Na een historische 6-0-overwinning op Palmeiras heeft het team bovendien al 24 overwinningen op rij geboekt, een nationaal record.

## Stadions

Estádio Major Antônio Couto Pereira - Hoofdtribune

Estádio Major Antônio Couto Pereira - Mauá

### Jockey Clube
Het eerste probleem voor de in 1909 opgerichte club was het verkrijgen van een speelveld. Met João Viana Seiler aan de leiding lukt het de club een geschikt veld te vinden in de wijk Guabirotuba (vandaag de dag Prado Velho), waar vandaag de dag de katholieke universiteit PUC-PR staat. Het terrein werd beschikbaar gesteld door de Jockey Clube in Curitiba, maar moest wel nog enkele veranderingen ondergaan. De spelers zelf gingen aan het werk; zij effenden het terrein, plantten gras, timmerden doelen in elkaar en kalkten de lijnen op het veld. Bij de openingswedstrijd tussen Coritiba en Tiro Pontagrossense waren meer dan 500 mensen aanwezig. Coritiba won met 3-1.

### Parque Graciosa
In 1915, toen Coritiba voor het eerst aan een competitie deelnam (het net opgezette staatskampioenschap), besloot het bestuur van de club op voorstel van clublid Epadminondas Santos, een eigen stadion te gaan bouwen. Om in de wijk Juvevê geplande stadion te kunnen bekostigen werden 500 obligaties uitgegeven. Een jaar later, in 1916 al, was het stadion klaar, en won Coritiba meteen haar eerste prijs in haar nieuwe thuisbasis. In mei 1927 wordt het exploitatiecontract voor Parque Graciosa opgezegd, met als resultaat de zoektocht naar een eigen terrein.

### Belfort Duarte
Het geld dat nog uit het contract te halen is echter niet genoeg, en weer wordt er hulp gezocht. Een lening wordt afgesloten en de voorzitter, Antônio Couto Pereira, gaat op zoek naar een stuk grond dat makkelijk toegankelijk is voor het publiek en geschikt is voor de bouw van een stadion. In 1928 koopt Coritiba een stuk grond van 35.000m2 aan de Rua Ubaldino do Amaral, in de wijk Alto da Glória. Op 20 november 1932 wordt het nieuwe stadion 'Belfort Duarte' geopend. In het openingsduel verslaat Coritiba de tegenstander América, uit Rio de Janeiro, met 4-2.
In de jaren 50 is de fanbasis van de club inmiddels zo groot geworden dat een groter stadion nodig lijkt. Vanaf 1956 begint een serie aan loterijen die uiteindelijk genoeg geld moeten opbrengen om het stadion te verbouwen. Twee jaar later gaat het Belfort Duarte dicht voor de verbouwing en gaat Coritiba over naar het stadion van aartsrivaal Atlético Paranaense: het Estádio Joaquim Américo. In een tergend langzaam tempo wordt er aan het stadion gewerkt. Het duurt uiteindelijk tot 1972 voor de verbouwing af is; het Belfort Duarte biedt dan plaats aan 55.000 mensen. Het is in dit stadion dat Coritiba de nog altijd onovertroffen reeks van zes opvolgende staatstitels weet te winnen (1971-1976). Ook het 'Torneio do Povo' wordt hier gewonnen.

### Estádio Major Antônio Couto Pereira
In 1977 wordt het stadion Belfort Duarte hernoemd; om de oud-voorzitter die Coritiba als eerst een eigen stadion gaf, te eren krijgt het stadion de naam 'Estádio Major Antônio Couto Pereira'.

## Hoogtepunten

### Erelijst
- Campeonato Brasileiro - Série A: 1

(1985)
- Campeonato Brasileiro - Série B: 2

(2007, 2010)
- Campeonato Paranaense 39

(1916, 1927, 1931, 1933, 1935, 1939, 1941, 1942, 1946, 1947, 1951, 1952, 1954, 1956, 1957, 1959, 1960, 1968, 1969, 1971, 1972, 1973, 1974, 1975, 1976, 1978, 1979, 1986, 1989, 1999, 2003, 2004, 2008, 2010, 2011, 2012, 2013, 2017, 2022)
- Torneio do Povo: 1

1973
- Fita Azul: 1

(1972)

### Campeonato Brasileiro
In de jaren 1980 was het ondenkbaar dat een team uit een andere staat dan 'de grote vier' (Rio de Janeiro, São Paulo, Minas Gerais en Rio Grande do Sul) kampioen zou worden, totdat Coritiba in 1985 het taboe doorbrak onder leiding van trainer Ênio Andrade. In de eerste fase wint Coritiba de terugronde, hetgeen kwalificatie tot gevolg heeft. Uit dezelfde groep kwalificeren zich ook grootheden als Atlético Mineiro en Corinthians, terwijl Palmeiras, Botafogo FR, Grêmio en Fluminense tot de achterblijvers behoren.
In de tweede fase komt Coritiba in een groep met Sport Recife, Joinville en Corinthians. Coritiba won de groep en kwam in de halve finale een oude bekende tegen: Atlético Mineiro. Thuis wint Coritiba met 1-0, en uit wordt er met 0-0 gelijk gespeeld. In het Mineirõ wordt Coritiba's keeper Rafael de grote held door in een wedstrijd waarin zijn doel werkelijk van alle kanten wordt gebombardeerd, zijn doel schoon te houden.
In de finale speelt Coritiba tegen Bangu. In een vol Maracanã, vol met supporters uit Rio die allemaal achter Bangu stonden, sleepte Coritiba een 1-1 uit het vuur, dankzij een doelpunt van de aanvaller Índio. Bij de penalty's wordt het 5-5, maar dan mist Bangu's spits Ado de zesde penalty van zijn club, en maakt Coritiba's centrale verdediger Gomes het sprookje compleet. Tot dat moment had nog nooit een team uit een andere staat dan de grote vier voetbalstaten het nationale kampioenschap, dat in 1970 werd opgericht, binnen kunnen halen. Coritiba was bovendien de eerste club die de nationale titel naar Paraná bracht, hetgeen pas in 2001 door aartsrivaal Atlético Paranaense herhaalt kon worden.
- Trainer: Ênio Andrade
- Opstelling: Rafael; André, Gomes, Heraldo en Dida; Almir (Vavá), Marildo (Marco Aurélio), en Tobi; Lela, Índio en Édson

In 2005 degradeerde Coritiba naar de Série B. Het zou echter niet lang verblijven in deze tweede divisie van het Braziliaans voetbal. Na in 2006 al een tijdje bovenaan te hebben gestaan, werd in 2007 het kampioenschap behaald, zoals onder 'actuele situatie' al beschreven is.
| Jaar | Plaats | Jaar | Plaats | Jaar | Plaats | Jaar | Plaats | Jaar | Plaats |
| ---- | ------ | ---- | ------ | ---- | ------ | ---- | ------ | ---- | ------ |
| 1971 | 10e    | 1981 | -      | 1991 | -      | 2001 | 17e    | 2011 | 8e     |
| 1972 | 5e     | 1982 | -      | 1992 | -      | 2002 | 11e    | 2012 | 13e    |
| 1973 | 8e     | 1983 | -      | 1993 | 23e    | 2003 | 5e     | 2013 | ?      |
| 1974 | 19e    | 1984 | 8e     | 1994 | -      | 2004 | 12e    |      |        |
| 1975 | 22e    | 1985 | 1e     | 1995 | -      | 2005 | 19e    |      |        |
| 1976 | 9e     | 1986 | 69e    | 1996 | 14e    | 2006 | -      |      |        |
| 1977 | 49e    | 1987 | 7e     | 1997 | 15e    | 2007 | -      |      |        |
| 1978 | 18e    | 1988 | 12e    | 1998 | 6e     | 2008 | 9e     |      |        |
| 1979 | 4e     | 1989 | 22e    | 1999 | 13e    | 2009 | 17e    |      |        |
| 1980 | 3e     | 1990 | -      | 2000 | 27e    | 2010 | -      |      |        |

### Campeonato Paranaense
In 1915 werd voor het eerst de 'Campeonato Paranaense' gehouden; het staatskampioenschap van Paraná. In de tweede editie pakte Coritiba meteen haar eerste titel door in de finale te winnen van later zevenvoudig winnaar Britânia. Vanaf de jaren 20 wordt het staatskampioenschap vooral een strijd tussen de twee grootste teams en aartsrivalen Coritiba en Atlético Paranaense. Tot nu toe leidt Coritiba de strijd met 35-22.
De grootste successen behaalt Coritiba tussen 1968 en 1979. In deze tijd wint Coritiba 10 van de 12 staatskampioenschap, waaronder zes opvolgende kampioenschappen van 1971 tot 1978. Alleen Atlético Paranaense (1970) en Grêmio Maringá (1977) slagen erin een nog grotere reeks te voorkomen door Coritiba in de finale te verslaan. In '69, '72, '73, '74 en '78 lukt het Atlético echter niet. In de andere jaren worden União Bandeirantes ('69 en '71) en Colorado ('75, '76, '79) verslagen.
Vanaf 1989 duikt Coritiba in een zwart gat. De Paranaense wordt gedomineerd door het uit een fusie opgerichte Paraná Clube, en Coritiba verliest twee finales. Het duurt tot 1999 voordat Coritiba weer een titel pakt. Zij doet dit door datzelfde Paraná in de finale te verslaan. De zoetste overwinningen in de recente geschiedenis is die van 2004. Na een 2-1-overwinning in het eerste finale duel in het Couto Pereira, wordt aartsrivaal Atlético in haar stadion Joaquim Américo op 3-3 gehouden. Coritiba pronlongeert daarmee de titel van 2003 ten koste van haar grote rivaal. Een jaar later herhaalt de finale zich. Coritiba wint wederom het eerste finaleduel, dit keer met 1-0 dankzij een goal van rechtsback Rafinha (nu Schalke 04). Het uitduel gaat met diezelfde cijfers verloren. Atlético Paranaense neemt daarop de penalty's beter (4-2) en voorkomt het derde kampioenschap op rij voor Coritiba. In de edities van 2006 en 2007 weet Coritiba niet tot de finale door te dringen. In 2006 wint ADAP op penalty's de halve finale en in 2007 wordt Coritiba in de halve-finale uitgeschakeld door later kampioen Paranavaí.
In 2008 behaalde Coritiba weer op klassieke manier het kampioenschap: na een ronde eerder Paraná te hebben vernederd, werd in de finale thuis met 2-0 gewonnen van Atlético Paranaense en in de terugwedstrijd kon de aartsrivaal dit niet meer goed maken. In het jaar van het 100-jarig bestaan van de club, weet de grote rivaal Coritiba echter voor te blijven in een staatskampioenschap met een nieuwe opzet, hetgeen trainer Ivo Wortmann de kop kost. Een jaar later wordt de titel echter weer binnengehaald en in 2011 zelfs op weergaloze wijze geprolongeerd. Met twee remises en twintig overwinningen is de beste campagne in de laatste 90 jaar neergezet.

### Torneio do Povo
Het Torneio do Povo (toernooi van het volk) werd tot en met 1972 gespeeld door vier teams die elk het meest aantal fans hadden in hun eigen staat. In 1973 werd besloten om het aantal afgevaardigde staten te verhogen tot zes, en behalve Rio de Janeiro, São Paulo, Minas Gerais en Rio Grande do Sul, mochten ook Paraná en Bahia een team afvaardigen. Als team met de meeste fans mocht Coritiba dus aansluiten bij Flamengo, Corinthians, Atlético Mineiro, Internacional en het eveneens nieuwe Bahia.
In de openingswedstrijd wint Coritiba met 2-1 van Atlético Mineiro in het Mineirão te Belo Horizonte. Ook al speelde Coritiba goed, alles en iedereen schreef het vooral af op geluk. Maar ook in de rest van het toernooi blijft Coritiba goed spelen, en verliest alleen één keer van Bahia (1-0) in Salvador. Een overwinning (2-0) op Flamengo en een gelijkspel (0-0) tegen Corinthians zorgen er echter wel voor dat Coritiba door mag naar de tweede fase.
In het Maracanã werd er gewonnen van Flamengo, en ook Corinthians werd opzij geschoven in het eigen stadion. Voor de laatste wedstrijd tegen Bahia had Coritiba dus aan een gelijkspel genoeg. In de laatste wedstrijd in Salvador opende Aladim al snel de score waardoor Coritiba met 1-0 aan de leiding ging. Vanaf dat moment werd het de wedstrijd van scheidsrechter José Marçal Filho, die volgens de lokale kranten uit die tijd een buitenspeldoelpunt voor Bahia goedkeurde en een onterechte penalty gaf. Bahia leidde bij rust met 2-1.
In het begin van de tweede helft drukte de scheidsrechter nog een keer zijn stempel op de wedstrijd door Hidalgo en Cláudio Marques van het veld te sturen, waardoor Coritiba nog maar negen man op het veld had staan. De trainer Tim haalde onmiddellijk Negreiros en Leocádio van het veld om ze te vervangen door Dreyer en Reinaldinho. Bovendien stuurde hij Hélio Pires naar de spits en zette hij Zé Roberto op linksbuiten om Hélio van goede voorzetten te voorzien. In de 76e minuut kwam het antwoord van Coritiba: Zé Roberto passte naar Hélio, die dankzij een fout van zijn directe verdediger en het goed uitspelen van de keeper de 2-2 kon aantekenen. De stand bleef zo en voor het eerst in de geschiedenis van het Braziliaanse voetbal kon Coritiba een nationale prijs terug nemen naar Paraná.
- Voorzitter: Evangelino da Costa Neves
- Trainer: Tim (Elba da Pádua Lima)
- Team: Jairo, Orlando, Oberdan, Cláudio, Nilo, Hidalgo, Negreiros, Sérgio Roberto, Tião Abatiá, Hélio Pires, Zé Roberto, Néo, Dreyer, Aladim, Reinaldinho

### Fita Azul
De Fita Azul is een prijs die wordt uitgereikt aan teams die een buitenlandse campagne ongeslagen hebben afgesloten. In eerste instantie werd de prijs door de bond (CBF) zelf uitgereikt (aan Portuguesa en Santa Cruz), maar vandaag de dag heeft de sportkrant Gazeta Esportiva er een persprijs van gemaakt nadat het CBF de prijs afschaftte.
In 1972, na campagnes in Europa en Afrika in 1968 en 1970, ging Coritiba wederom op wereldreis. Met sterren als Zé Roberto, Dreyer, Hélio, Cláudio Marques en Leocádio trok het team door Turkije, Marokko en Algerije en speelde tegen het Turks nationaal elftal, Fenerbahçe, Portuguesa, M.C. Algerois, WRS en het Marokkaans Olympisch Elftal. Na zes wedstrijden keerde Coritiba terug naar Brazilië met vier overwinningen en twee gelijke spelen, en werd daarvoor beloond met de Fita Azul.

### Copa Libertadores
De Copa Libertadores is de Zuid-Amerikaanse equivalent van de Europese Championsleague. Dankzij het kampioenschap in 1985 mag Coritiba voor het eerst meedoen aan het prestigieuze toernooi. In de editie van 1986, die gewonnen zal worden door River Plate, komt Coritiba in een groep met Barcelona SC, Deportivo Quito (Ecuador) en Bangu (Brazilië). Alleen Deportivo Quito slaagde erin Coritiba te verslaan (1-0), maar datzelfde Quito en Bangu worden op hun beurt verslagen door Coritiba. In de groep eindigt Coritiba op de tweede plaats, met slechts één punt achterstand op groepswinnaar Barcelona, waardoor het internationale avontuur al ophoudt.
In 2003 haalt Coritiba weer de Libertadores. Voor het eerst in 68 jaar wordt Coritiba ongeslagen staatskampioen en dankzij een 2-0-overwinning op Criciúma in de laatste speelronde van het Campeonato Brasileiro wordt Coritiba 5e, hetgeen recht geeft op een plaats voor de Libertadores aangezien kampioen Cruzeiro al verzekerd was van een plaats door de Copa do Brasil te winnen. In een groep met Sporting Cristal (Peru), Rosário Central (Argentinië) en Olímpia (Paraguay) lukt het Coritiba weer niet om zich te kwalificeren. Met 8 punten haalt Coritiba de derde plaats, achter Sporting Cristal en Rosário Central, en is wederom uitgeschakeld.

## Dieptepunten

### 1989-1995
De zwartste periode uit de geschiedenis van Coritiba loopt van 1989 tot 1995. In 1989 wint Coritiba het staatskampioenschap, en alles lijkt er op dat Coritiba een goede kans heeft zich te kwalificeren voor de tweede fase van het Braziliaans kampioenschap. De supporters vonden het team beter dan in 1985 toen het nationale kampioenschap behaald werd. Zij hopen dan ook dat spelers als Edu Coimbra (de broer van Zico), Tostão, Serginho en Chicão hun team naar nieuwe grote successen kan brengen. Alles zag er rooskleurig uit, totdat de CBF (Braziliaanse bond) alles in de war schopte.
Het begint allemaal met de wedstrijd tegen Sport op 4 oktober 1989. In het Couto Pereira betreedt een supporter van Coritiba het veld om de held van 1985, doelman Rafael die dan voor Sport speelt, te bedanken. Coritiba wint wel met 2-1, maar moet twee wedstrijden op een neutraal veld spelen. Coritiba wijkt uit naar Juíz de Fora (MG) voor de wedstrijd tegen Santos. Op de 22e oktober stond de beslissende ronde voor groep B van het campeonato brasileiro gepland, en voor Sport Recife, directe concurrent, stond er een wedstrijd tegen Vasco da Gama uit Rio op het programma. Laatstgenoemde moet echter drie spelers afstaan aan het nationale elftal voor een wedstrijd tegen Italië, en de wedstrijd van Sport wordt verplaatst naar 25 oktober. Coritiba accepteert dit niet en wint bij het sporttribunaal een kort geding waardoor de wedstrijd tegen Santos ook verplaatst moet worden naar 25 oktober. Op de 22e echter, verschijnen zowel Santos als een bondsscheidsrechter op het veld in Juíz de Fora, en Coritiba verliest het duel omdat zij niet zijn komen opdagen. De volgende dag verwerpt het CBF het oordeel van het sporttribunaal en de voorzitter van het CBF, Ricardo Teixeira, schorst Coritiba wegens grove overtreding van regels. Als straf mag Coritiba een jaar lang niet meedoen aan geen enkele nationale competitie, waardoor zij verbannen wordt naar de série B en uitgesloten van de Copa do Brasil.
In het opvolgende jaar krijg Coritiba met een leegloop te maken, en verliest het in de finale van het Campeonato Paranaense van Atlético Paranaense. De verschillende klappen nog steeds niet te boven, heeft Coritiba het slechtste jaar ooit en degradeert zelfs naar de série C. Waar de CBF echter eerder de grote boosdoener was, is zij nu de redder. Door een herstructurering blijft Coritiba in de série B. In 1991 laat Coritiba wel goed voetbal zien, maar tot promotie komt het niet; in de beslissende wedstrijd verlies Coritiba op penalty's van Guarani. Wel wordt de halve finale van de Copa do Brasil gehaald, waarmee bijna internationaal voetbal wordt afgedwongen. Pas in 1995, met een 3-0-overwinning op Atlético Paranaense, keert Coritiba terug naar het hoogste niveau.

### 2005
Ondanks een goed begin in het Campeonato Paranaense is 2005 het nieuwste rampjaar voor Coritiba. Met een behoorlijke campagne bereikt het team de finale van het staatskampioenschap, en na de 1-0-overwinning in de eerste finaleronde leek de uitgangspositie voor het derde kampioenschap op rij niet slecht. Maar Atlético Paranaense liet zich niet een derde keer op rij in eigen huis foppen. In de laatste minuten van de wedstrijd sleepten zij een 1-0-overwinning in de wacht en vervolgens namen zij de penalty's beter.
In het landskampioenschap begon Coritiba niet slecht, en na een aantal wedstrijden stond het stevig in de middenmoot. Met het aanbreken van de transferperiode in Europa echter, verloor Coritiba enkele van zijn belangrijkste spelers. Rafinha ging na zijn succesvolle optreden op het WK voor spelers onder de 20 naar Schalke 04, Adriano werd verkocht aan Sevilla en Fernando zocht zijn geluk in Portugal. Met het geld dat vrij kwam werden geen goede versterkingen gehaald, en in de terugronde verloor Coritiba dan ook 8 wedstrijden op rij waardoor het richting degradatiezone ging.
Op het moment dat de rode streep in zich kwam, begon Coritiba echter weer te spelen en punten te pakken, en het leek er op dat zij de degradatie nog konden ontsnappen. Het grote Flamengo, een handje geholpen door de bond die het wedstrijdschema aanpasten en het trainingscomplex van de bond beschikbaar stelden, begon echter nóg meer te winnen, waardoor Coritiba toch in de gevarenzone terechtkwam. Ondanks goede overwinningen kwam Coritiba toch niet meer van de 19e plek af. Tegen São Caetano, een directe concurrent, kwam het niet verder dan een gelijkspel, en ook op de laatste speeldag hielp de 1-0-overwinning tegen gigant Internacional niets omdat ook de directe concurrentie haar wedstrijden won. Daarmee is Coritiba voor het eerst in de historie op sportieve prestatie gedegradeerd naar de Série B.

### De rellen van het Eeuwfeest: 2009
Na een indrukwekkende terugkeer naar de hoogste afdeling in 2008, dat met een behoorlijke negende plaats werd afgesloten, verloor Coritiba voor het seizoen 2009 sterspelers als Keirrison. In 2009, het jaar van het eeuwfeest, moest de club minimaal één prijs pakken. Het makkelijkste doelwit, het staatskampioenschap van Paraná, eindigde echter in een teleurstellende derde plaats. Alles werd daarom ingezet op een eindoverwinning in de Copa do Brasil 2009. Coritiba haalde uiteindelijk de halve finale en maakte een uitstekende indruk, maar verloor over twee wedstrijden met 3-2 van Internacional.
De Série A had het ondertussen verwaarloosd, waarvan een degradatieplek het logische gevolg was. Met een 5-0-overwinning op latere kampioen Flamengo behaalde Coritiba pas na anderhalve maand haar eerste overwinning. Vanaf dat moment begon de ploeg echter langzaam omhoog te krabbelen en een kans op continentaal voetbal leek steeds groter te worden. Met slechts een half dozijn wedstrijden te gaan leek degradatie erg onwaarschijnlijk, maar een verbazingwekkende reeks van het als gedegradeerd beschouwde Fluminense zorgde ervoor dat Coritiba toch in de degradatiezone terechtkwam. Met nog één wedstrijd te gaan, nota bene tegen Fluminense, had Coritiba alles in eigen hand. Een overwinning thuis zou de club behouden voor de Série A. De wedstrijd eindigde echter in 1x1 en dus degradeerde Coxa, onverwacht, wederom naar de Série B. Na afloop van de wedstrijd betraden rond de 100 fans het veld. De fans van Fluminense konden door de beveiliging tegengehouden worden. In het tumult raakten verschillende politie-agenten en scheidsrechters lichtgewond.
In de disciplinaire zaak die volgde wilde het CBF een voorbeeld van Coritiba maken. Vrijwel unaniem werd een straf van 30 wedstrijden buiten het eigen stadion opgelegd, geflankeerd door een boete van enkele honderdduizenden euros. In verschillende andere procedures en hoger beroepen werd uiteindelijk duidelijk dat ook de bond en andere instanties in bepaalde opzichten blaam troffen. Daarmee werd de straf gereduceerd tot 10 wedstrijden en een vergelijkbare geldboete. Wel duurde het tot halverwege de staatscompetitie tot het stadion weer vrijgegeven werd, waardoor Coritiba effectief zeven thuiswedstrijden miste. De eerste tien thuiswedstrijden in de Série B werkt Coritiba af in Joinville.

## Spelers
*Update: 6 mei 2013.

### Bekende oud-spelers
- Alex
- Miranda
- Zé Roberto (de Oliveira)
- Robert
- Rafinha
- Adriano
- Henrique
- Wilton
- Lincoln
- Jesé Rodríguez